# Pyrazoline
Pyrazoline sind in der Chemie eine Stoffgruppe von Heterocyclen mit der Summenformel C3H6N2.
| Isomere Pyrazoline |
| ------------------ |
| 1-Pyrazolin        |
| 2-Pyrazolin        |
| 3-Pyrazolin        |

Die Bezeichnung ist ein veralteter Trivialname für die Gruppe der Dihydropyrazole. Abhängig von der Position der Doppelbindung im Heterocyclus unterscheidet man die folgenden Isomeren:
- 1-Pyrazolin (heutiger IUPAC-Name: 4,5-Dihydro-3H-pyrazol)[S 1]

- 2-Pyrazolin (heutiger IUPAC-Name: 4,5-Dihydro-1H-pyrazol) und[S 2]

- 3-Pyrazolin (heutiger IUPAC-Name: 2,3-Dihydro-1H-pyrazol).[S 3][1]

## Externe Links zu erwähnten Verbindungen
1. ↑  Externe Identifikatoren von bzw. Datenbank-Links zu 1-Pyrazolin:  CAS-Nr.: 2721-43-9, PubChem: 524190, ChemSpider: 457111, Wikidata: Q131703726.
2. ↑  Externe Identifikatoren von bzw. Datenbank-Links zu 2-Pyrazolin:  CAS-Nr.: 109-98-8, EG-Nr.: 203-725-2, ECHA-InfoCard: 100.003.388, PubChem: 66962, ChemSpider: 60321, Wikidata: Q27292205.
3. ↑  Externe Identifikatoren von bzw. Datenbank-Links zu 3-Pyrazolin:  CAS-Nr.: 6569-23-9, PubChem: 4156003, ChemSpider: 3368027, Wikidata: Q82202834.